# Marktmissbrauchsverordnung
Die Marktmissbrauchsverordnung, Langname Verordnung (EU) Nr. 596/2014 des Europäischen Parlaments und des Rates vom 16. April 2014 über Marktmissbrauch und zur Aufhebung der Richtlinie 2003/6/EG des Europäischen Parlaments und des Rates und der Richtlinien 2003/124/EG, 2003/125/EG und 2004/72/EG der Kommission – Marktmissbrauchsverordnung (Abkürzung MMVO, englische Abkürzung MAR für Market Abuse Regulation) ist eine EU-Verordnung zur Bekämpfung von Insidergeschäften und Marktmanipulationen auf den europäischen Finanzmärkten.
Zusammen mit der Marktmissbrauchsrichtlinie bildet sie den gemeinsamen europäischen Rechtsrahmen gegen Marktmissbrauch. Beide Regelwerke gehen auf Empfehlungen des De-Larosière-Berichts zurück.

## Inhalt
Die Marktmissbrauchsverordnung verbietet in Art. 14 und 15 Insidergeschäfte, die unrechtmäßige Offenlegung von Insiderinformationen und Marktmanipulationen. Sie definiert EU-weit einheitlich und verbindlich verbotenes Handeln und grenzt es von legalem Handeln ab.

## Umsetzung in nationales Recht
Die Marktmissbrauchsverordnung ist als EU-Verordnung unmittelbar geltendes Recht. Die Durchsetzung und Verfolgung von Straftaten oder Ordnungswidrigkeiten obliegt jedoch den nationalen Behörden.
Beispiele der Umsetzung in EU-Ländern sind:

### Deutschland
Unter ausdrücklicher Bezugnahme auf die Marktmissbrauchsverordnung wird gemäß § 119 Abs. 3 WphG mit Freiheitsstrafe bis zu fünf Jahren oder mit Geldstrafe bestraft, wer entgegen Artikel 14 MMVO ein Insidergeschäft tätigt, dies Dritten empfiehlt oder diese dazu anstiftet oder eine Insiderinformation offenlegt. Gemäß § 120 Abs. 2 Nr. 3 WpHG wird die Verbreitung bestimmter Informationen entgegen Art. 15 in Verbindung mit Art. 12 MMVO als Ordnungswidrigkeit mit einer Geldbuße geahndet.

### Österreich
Die Marktmissbrauchsverordnung wurde durch Novellierung des Börsegesetzes umgesetzt, insbesondere durch Einfügung von § 48a bis § 48f BoerseG. Zuständige Behörde ist die Finanzmarktaufsichtsbehörde (FMA); die Höhe der verhängten Geldbußen kann bis zu 15 Millionen Euro oder 15 Prozent des Jahresumsatzes oder bis zum Dreifachen des aus dem Verstoß gezogenen Nutzens betragen.

### Italien
Die italienische Börsenaufsicht Commissione Nazionale per le Società e la Borsa (CONSOB) hat 2017 einen Umsetzungsbeschluss zur Marktmissbrauchsverordnung veröffentlicht.

### Vereinigtes Königreich
Die Marktmissbrauchsverordnung wurde durch Novellierung des britischen Financial Services and Markets Act 2000 (FMSA) umgesetzt, insbesondere durch Änderung von Artikel 118 und Einfügung von Artikel 118A bis 118C. Zuständige Behörde für die Umsetzung ist die Financial Conduct Authority (FCA), die laut § 123 FMSA auch Bußgelder festlegt. Die Höhe der verhängten Geldbußen wie auch das Vorgehen bei der Strafzumessung ist im DEPP-Manual der FCA bindend geregelt.